# Гутман Лєна Борисівна
Лєна Борисівна Гутман (25 лютого 1925, Київ — 25 жовтня 2010, Київ) — українська лікарка-терапевт у галузі акушерства, педагог. Доктор медичних наук (1969), професор (1971). Заслужений діяч науки і техніки України (2001). Провідна українська науковиця у сфері внутрішньої патології вагітних, засновниця власної наукової школи. Авторка понад 350 наукових робіт, декількох десятків авторських свідоцтв на винаходи.
Протягом півстоліття — наукова співробітниця Інституту педіатрії, акушерства і гінекології (1960—2010), у різні періоди — керівниця декількох відділів Інституту. Розробниця методів діагностики, профілактики та терапії захворювань внутрішніх органів вагітних, їх серцево-судинної патології, дослідниця патогенезу та клінічного перебігу екстрагенітальних захворювань вагітних.

## Життєпис
Народилась 25 лютого 1925-го року у Києві.
У 1947-му році закінчила лікувальний факультет Київського медичного інституту. Відтоді ж — клінічна ординаторка кафедри пропедевтики внутрішніх хвороб.
З 1952-го року — на лікарській роботі, захистила дисертацію та здобула науковий ступінь кандидата медичних наук. У 1960-му році обійняла посаду керівниці терапевтичного відділення Інституту педіатрії, акушерства і гінекології.
У 1969-му році здобула науковий ступінь доктора медичних наук, захистивши дисертацію на тему «Ревматизм у беременных женщин». Через два роки Лєні Гутман було присуджено вчене звання професора.
У 1979-му році перейшла на посаду керівниці відділу екстрагенітальних захворювань вагітних. У 1998-му році очолила відділення серцево-судинної патології вагітних. Через три роки була нагороджена званням «Заслужений діяч науки і техніки України».

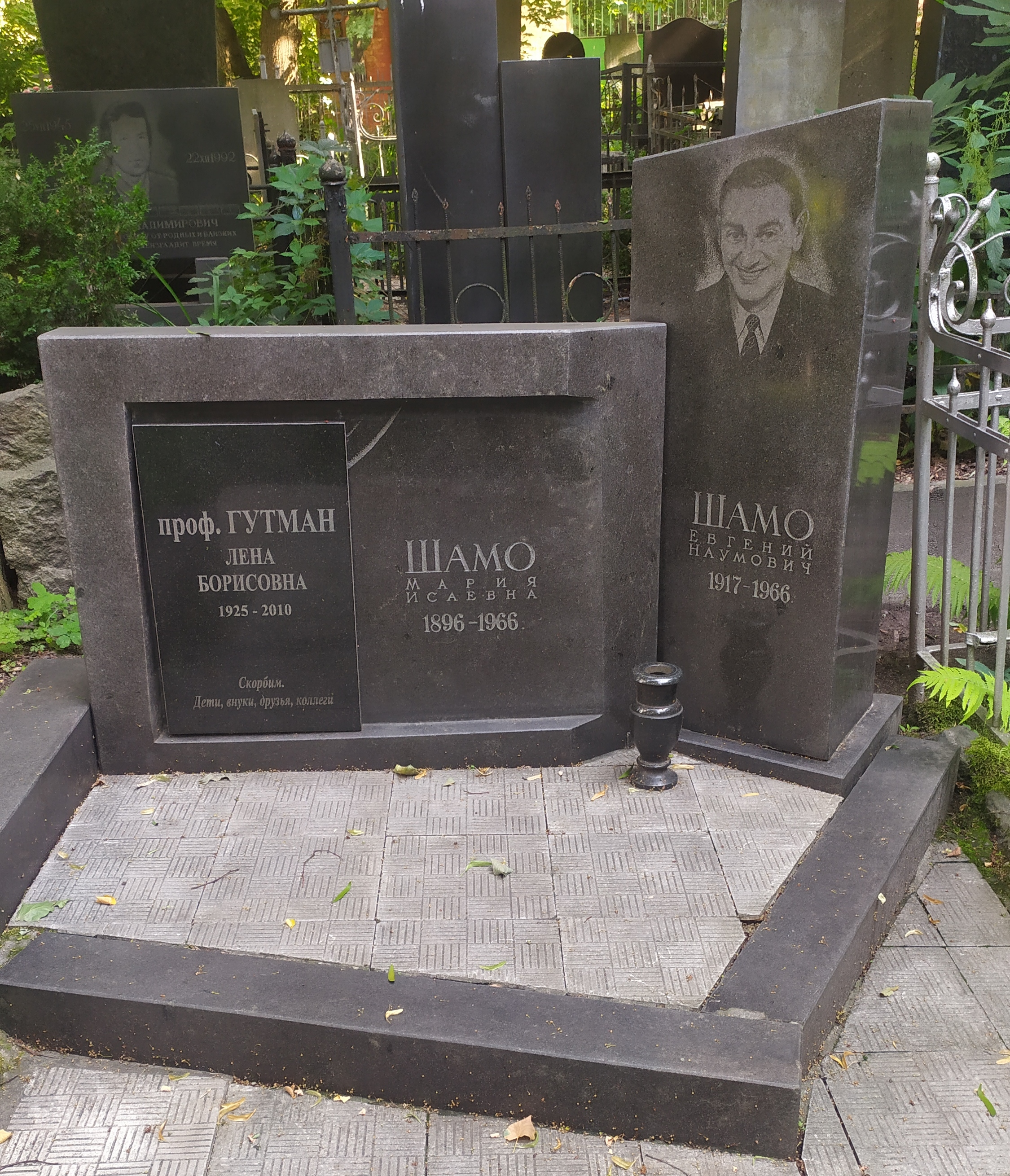
Могила Лєни Гутман та її родини, Байкове кладовище

Працювала до останніх днів. Померла 25 жовтня 2010-го року, у 85-річному віці. Похована разом із родиною (матір'ю та братом композитора Ігоря Шамо) на Байковому кладовищі (ділянка № 11, 50°25′0.30″ пн. ш. 30°30′35.10″ сх. д. / 50.4167500° пн. ш. 30.5097500° сх. д.).

## Наукова діяльність
Авторка понад 350 наукових робіт, декількох десятків авторських свідоцтв на винаходи. Провідна українська науковиця у сфері внутрішньої патології вагітних, засновниця власної наукової школи. Наукова керівниця та педагог близько 60 докторів та кандидатів наук, зокрема Олександра Владимирова, Володимира Медвідя, Тетяни Авраменко, Аліси Лиманської, Міли Кирильчук, Вікторії Дронової тощо.
У період керування відділом екстрагенітальних захворювань вагітних розробила методи діагностики, профілактики та терапії захворювань внутрішніх органів вагітних, їх серцево-судинної патології, досліджувала патогенез та клінічний перебіг екстрагенітальних захворювань вагітних. Постійно співпрацювала із професоркою Валентиною Дашкевич.
У 1990-му році, разом з колегами, була нагороджена Державною премією УРСР в галузі науки і техніки — за «наукове обґрунтування, розробку та широке впровадження у практику нових продуктів дієтичного і лікувального харчування високої біологічної цінності для вагітних жінок і дітей».

## Науковий доробок (частковий)
- «Акушерская и экстрагенитальная патология» [Текст]: (Избр. главы) / Проф. А. П. Николаев, канд. мед. наук Л. Б. Гутман, доц. Н. А. Панченко и др. ; Под ред. акад. проф. А. П. Николаева ; Акад. мед. наук СССР. — Москва: Медицина, 1968. — 375 с.; 21 см.
- «Ревматизм у беременных женщин» [Текст]: диссертация на соискание ученой степени доктора медицинских наук. (754) / Киевский мед. ин-т им. А. А. Богомольца. — Киев: [б. и.], 1969.
- «Лечебно-профилактическая помощь беременным при хронических воспалительных заболеваниях печени и желчных путей» [Текст]: Метод. рекомендации / [Сост. проф. А. Г. Пап, проф. Л. Б. Гутман и А. А. Закревским]. — Киев: [б. и.], 1977. — 19 с.; 20 см.
- «Обезболивание родов у женщин с пороками сердца» [Текст]: Метод. рекомендации / М-во здравоохранения УССР ; [Сост. В. Е. Дашкевич, Е. Г. Сулимой, Л. Б. Гутман]. — Киев: [б. и.], 1977. — 14 с.; 21 см.
- «Диагностика, комплексная терапия и реанимация при отеке легких у беременных и рожениц» [Текст]: Метод. рекомендации / М-во здравоохранения УССР ; [Сост. проф. А. Г. Пап, проф. Л. Б. Гутман и к. м. н. Е. Г. Сулимой]. — Киев: [б. и.], 1977. — 19 с.; 20 см.
- «Комплексы ЛФК и двигательные режимы для беременных с ревматическими пороками сердца» [Текст]: Метод. рекомендации / М-во здравоохранения УССР ; [Сост. А. Г. Пап, Л. Б. Гутман, З. П. Кузьменко, З. Л. Лещинер]. — Киев: б. и., 1979. — 23 с.; 20 см.
- «Ведение беременности, родов и послеродового периода при заболеваниях сердечно-сосудистой системы: (Метод. рекомендации)» / М-во здравоохранения СССР, Гл. упр. лечеб.-профилакт. помощи детям и матерям; [Сост. А. Г. Пап, Л. Б. Гутман, А. Г. К3. — Москва: Б. и., 1980. — 39 с.; 20 см.
- «Методические рекомендации по диспансерному наблюдению, ведению беременности и родов при врожденных пороках сердца» / М-во здравоохранения УССР; [Сост. Л. Б. Гутман и др.]. — Киев: Б. и., 1983. — 20 с.; 20 см.
- «Реография в акушерской практике» [Текст] / Л. Б. Гутман, Н. И. Солонец, Ю. В. Мельник. — Киев: Здоров'я, 1983. — 183 с. : ил.; 20 см.
- «Ведение беременности и родов у женщин после операций на сердце: Метод. рекомендации» / М-во здравоохранения УССР; [Л. Б. Гутман и др.]. — Киев: Б. и., 1987. — 22 с.; 20 см.
- «Диспансерное наблюдение, ведение беременности и родов при гипертонической болезни: Метод. рекомендации» / М-во здравоохранения УССР; [Л. Б. Гутман и др.]. — Киев: Б. и., 1988. — 24 с.; 20 см.
- «Гипертоническая болезнь у беременных» / [А. Г. Коломийцева, Л. Б. Гутман, Ю. В. Мельник, И. М. Меллина]. — Киев: Здоровья, 1988. — 189,[2] с. : ил.; 22 см.
- «Беременность и роды при хронических заболеваниях гепатобилиарной системы» / Е. Т. Михайленко, А. А. Закревский, Н. Г. Богдашкин, Л. Б. Гутман. — Киев: Здоровья, 1990.
- «Диспансерное наблюдение, ведение беременности и родов при сахарном диабете: Метод. рекомендации» / М-во здравоохранения УССР, Респ. центр науч. мед. информ.; [Л. Б. Гутман и др.]. — Киев: Б. и., 1991. — 27 с.; 20 см.
- «Новые продукты диетического и лечебного питания для беременных женщин и детей» / [Е. М. Лукьянова, Е. П. Самборская, Л. Б. Гутман и др.]; Под ред. Е. М. Лукьяновой. — Киев: Наук. думка, 1991. — 136,[2] с. : ил.; 22 см.
- «Врожденные пороки сердца и беременность: течение, тактика ведения, исходы» / В. И. Медведь, Л. Б. Гутман, В. Е. Дашкевич и др. // Зб. наук. праць VI наук. конф. серцево-судинних хірургів України.— К.: Здоров'я, 1998.
- «Сердечно-сосудистая патология и беременность. Неотложные состояния в акушерстве и гинекологии». К., 2000
- Гутман Л. Б., Лукьянова И. С. «Сердечная недостаточность у беременных — одна из ведущих причин материнской и перинатальной патологии и смертности» // Зб. наук. праць Асоціації акушерів-гінекологів України.— К.: Здоров'я, 2002.
- «Лечебные физические факторы у беременных». С.-Петербург, 2004
- Гутман Л. Б., Медведь В. І., Мелліна І. М. «Захворювання серцево-судинної системи у вагітних» // Перинатологія: посібник для акушерів, неонатологів та сімейних лікарів / Під ред. Антипкіна Ю. Г.— Кіровоград: Поліум, 2008.
- «Сердечно-сосудистая патология и беременность» / Л. Б. Гутман, В. И. Медведь, В. Е. Дашкевич, И. М. Меллина // Акушерство и гинекология. Неотложная помощь / Под ред. Б. М. Венцковского, Г. К. Степанковской.— М.: Эксмо, 2008.
- «Висока легенева гіпертензія і вагітність: Методичні рекомендації» / В. В. Подольський, В. І. Медведь, Л. Б. Гутман та ін.— К.: Здоров'я, 2010.
- «Акушерство: учебник (ВУЗ ІІІ—ІV ур. а.)» / Б. М. Венцковский, И. Б. Венцковская, Л. Б. Гутман, Д. А. Добрянский и др.; под ред. Б. М. Венцковского, Г. К. Степанковской, Н. Е. Яроцкого — Київ, Всеукраїнське спеціалізоване видавництво «Медицина», 2010

### Авторські свідоцтва на винаходи (у співавторстві)
- 1980 — «Способ получения солодово-белкового экстракта»
- 1994 — «Спосіб одержання дієтичного продукту „Корміліца“»
- 1997 — «Спосіб прогнозування затримки розвитку плода»
- 1997 — «Спосіб прогнозування загрози переривання вагітності у жінок з гіпертонічною формою нейроциркуляторної астенії»
- 2000 — «Спосіб лікування нейроциркуляторної астенії у дітей та вагітних жінок»
- 2000 — «Спосіб профілактики та лікування геморагічних розладів у новонароджених, які народились від жінок, хворих на цукровий діабет»
- 2001 — «Спосіб профілактики та лікування фетоплацентарної недостатності у вагітних, хворих на цукровий діабет»
- 2002 — «Спосіб вибору методу розродження вагітних із захворюваннями серцево-судинної системи»
- 2005 — «Спосіб диференційованого лікування анемії у вагітних»
- 2005 — «Спосіб психопідготовки до пологів жінок з порушеннями серцевого ритму»
- 2007 — «Спосіб диференційованого лікування вагітних з артеріальною гіпотензією»
- 2007 — «Спосіб реабілітації вагітних при захворюваннях серцево-судинної системи»
- 2007 — «Спосіб розродження вагітних з кардіоміопатіями»
- 2007 — «Спосіб діагностики міокардіального резерву у вагітних з серцево-судинною патологією»
- 2008 — «Спосіб лікування вагітних з гіпертонічною хворобою 1 ступеня, що супроводжується значними порушеннями стану центрального кровообігу»
- 2010 — «Спосіб підготовки до пологів вагітних з вродженими вадами серця»
- 2011 — «Спосіб лікування вагітних з вадами серця, ускладненими легеневою гіпертензією» (видане посмертно)
- 2011 — «Спосіб лікування вагітних з ревматичними вадами серця» (видане посмертно)

## Нагороди
- 1990 — державна премія УРСР в галузі науки і техніки — за наукове обґрунтування, розробку та широке впровадження у практику нових продуктів дієтичного і лікувального харчування високої біологічної цінності для вагітних жінок і дітей
- 1997 — премія з клінічної медицини Національної академії медичних наук України
- 2001 — заслужена діячка науки і техніки України
- почесна грамота Президії Верховної Ради УРСР
- значок «Відміннику охорони здоров'я»